# 宇陀テレビ中継局
宇陀テレビ中継局（うだテレビちゅうけいきょく）は、奈良県宇陀市榛原笠間にあるテレビ中継局である。

## 概要
- 当中継局は、県北西部に位置する宇陀市の旧榛原町域に置かれ、該当地域へ電波を発射している。なお、民放は当地に中継局を置いておらず、周辺の局を受信。

## 中継局概要

### 地上デジタルテレビジョン放送送信設備
| リモコン キーID | 放送局名           | 物理 チャンネル | 空中線電力   | ERP          | 放送対象 地域 | 放送区域 内世帯数 | 開局日         |              |
| 1               | NHK 奈良総合       | 30ch            | 1W           | 2.7W         | 奈良県        | 約3000世帯        | 2009年 8月14日 |              |
| 2               | NHK 大阪教育       | 13ch            | 1W           | 2.8W         | 全国          | 約3000世帯        | 2009年 8月14日 |              |
| 9               | TVN 奈良テレビ放送 | 置局予定未定    | 置局予定未定 | 置局予定未定 | 置局予定未定  | 置局予定未定      | 置局予定未定   | 置局予定未定 |

#### 放送エリア
- 宇陀市（榛原地区・大宇陀地区）・桜井市の各一部地域。

### 地上アナログテレビジョン放送送信設備
| チャンネル | 放送局名           | 空中線電力         | ERP             | 放送対象地域 | 放送区域内世帯数 |
| 38ch       | NHK 大阪教育       | 映像10W/ 音声2.5mW | 映像28W/ 音声7W | 全国         | 約-世帯          |
| 40ch       | NHK 奈良総合       | 映像10W/ 音声2.5mW | 映像28W/ 音声7W | 奈良県       | 約-世帯          |
| 53ch       | TVN 奈良テレビ放送 | 映像10W/ 音声2.5mW | 映像28W/ 音声7W | 奈良県       | 約-世帯          |

## 置局住所
- 宇陀市榛原笠間の笠間嶽山